# Boîte à livres
Microbibliothèque / Bibliothèque de rue

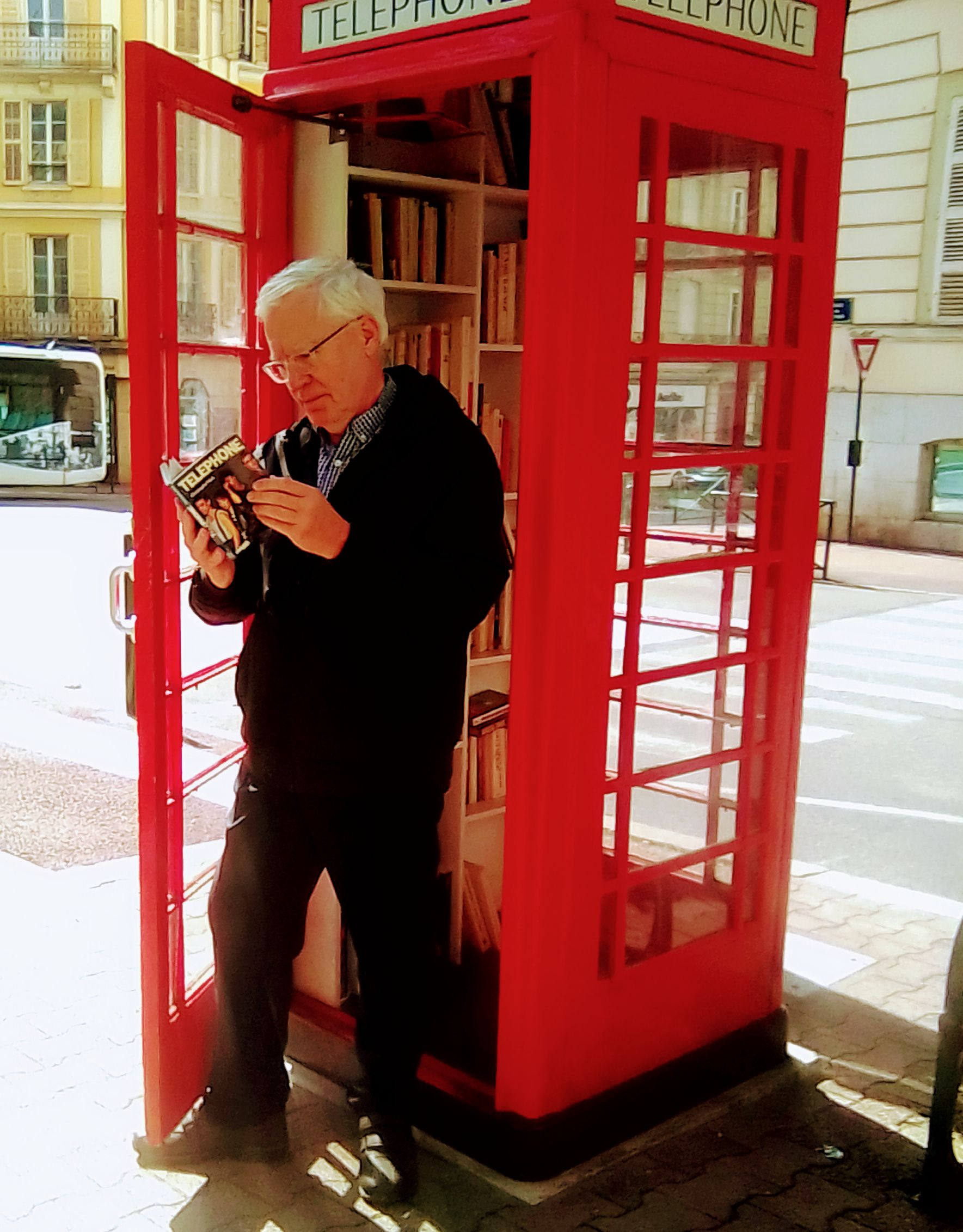
Lecteur d'un livre sur le groupe Téléphone, trouvé dans une cabine de téléphone transformé en boîte à livres à Aix-les-Bains en France (2024).

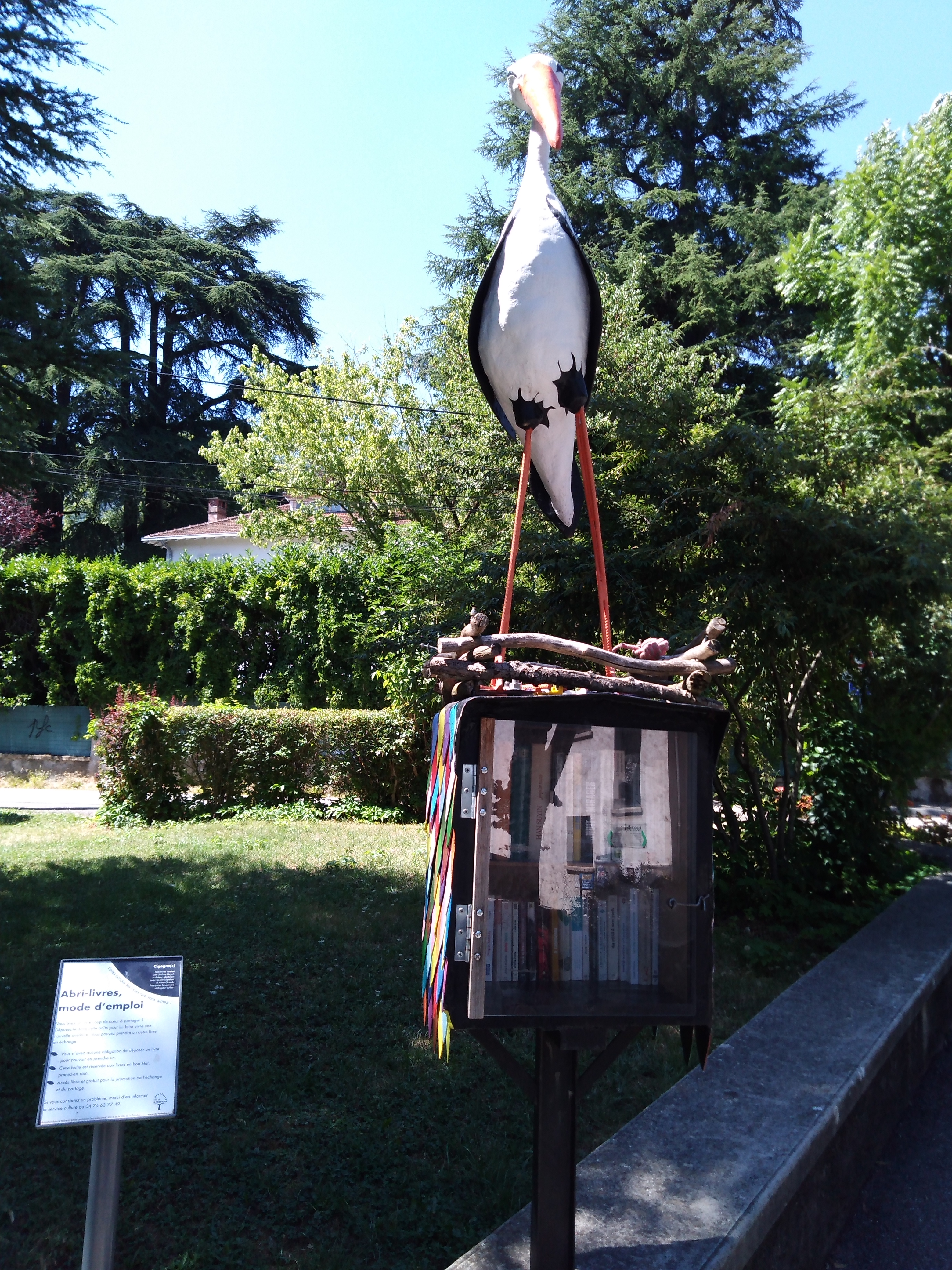
Abri-livres surmonté d'une cigogne en bois à La Tronche en France (2019).

Une boîte à livres (dénommée également, selon les lieux : abri-livres, microbibliothèque, boîte à lire, cabane à livres,  croque-livres™ , bibliothèque participative, bibliothèque libre-service, ou bibliothèque de rue) est un élément de mobilier urbain offrant des livres, par exemple un meuble déposé au coin d'une rue ou une étagère dans la cour d'un particulier, quelquefois sur un stationnement de supermarché ou dans un jardin public. 
Cet élément peut également être situé dans une structure publique (université, centre commercial, petits commerces, mairie). Les amateurs, quelques fois simples passants, sont invités à y prendre ou à y laisser des livres selon une démarche d'échange.
À la différence de la plupart des bibliothèques publiques traditionnelles, il n'y a aucuns frais d'abonnement et donc aucuns frais de retard, ni d'attente de retour des livres empruntés, l'accès étant généralement libre à toute personne adulte ou enfant.
Les bibliothèques participatives se différencient des boîtes de rue par le fait qu'elles sont situées à l'intérieur de structures ouvertes au public et ces structures en sont généralement les gestionnaires.

## Origine
En étroite relation avec le concept de bookcrossing, ou « livres en vadrouille » pour sa version française, les boîtes à livres ont d'abord été conçues comme des actes artistiques. Des exemples sont les créations du duo d'artistes de performance Clegg & Guttmann en 1991. Ils créent à Graz, en Autriche des « bibliothèques ouvertes »  dans le cadre d'un projet artistique visant à sortir l'art des musées. 
Des collections de bibliothèques ont été conçues comme des « bibliothèques libres en plein air » à Darmstadt et à Hanovre à la fin des années 1990. En 2002, la fondation communautaire de la ville de Bonn, en Allemagne, a financé un projet « Livres en plein air » et, depuis cette époque, le concept a été largement répliqué. Une boîte à livres publique a été ouverte en 2010 à Vienne, en Autriche. À Bâle en Suisse, de nombreux cafés et autres sites accueillent des étagères ouvertes,,.
Les boîtes à livres sont financées et entretenues par un large éventail d'entités telles que des particuliers, des fondations, des Lion's clubs, des associations culturelles ou sociales, des entreprises, des organismes à but non lucratif ou encore des villes, communes ou municipalités.

## Utilisation et acceptation
Si une boîte à livres est localisée de façon accessible, tout en étant dotée d'un matériel suffisant, elle peut bénéficier d'une certaine notoriété. Certaines font l'objet de vandalisme et d'autres sont également pillées à des fins marchandes par des professionnels abusant du système, censé être participatif,. 
L'acceptation, la motivation et le profil des personnes utilisatrices des microbibliothèques publiques ont été examinés en 2008 par une étude menée sous l'égide de l'université de Bonn,. Le système a été développé comme une alternative notable aux librairies conventionnelles. On ne peut pas les voir comme lieux d'échanges classiques entre pairs, même si elles permettent un transfert volontaire de marchandises. Les personnes utilisatrices étudiées ont indiqué qu'elles pensaient que l'utilisation régulière des boîtes à livres pourrait servir d'exemple pour des systèmes similaires pour d'autres bien. Les DVD, les jeux, les jouets et les vêtements ont notamment été suggérés. Cette acceptation a conduit à une diffusion rapide des bibliothèques publiques dans toute l'Allemagne. La construction durable et la résistance aux tempêtes favorisent une utilisation prolongée.
Selon une étude menée en France en 2023, les boîtes à livres ne représentent pas une source de concurrence pour les bibliothèques et les librairies existantes, mais s’inscrivent plutôt en complémentarité avec ces dernières. Les usagers tendent à avoir recours aux boîtes à livres lorsqu’ils ne sont pas à la recherche d’un titre précis.
Dans certains cas, l’installation d’une boîte à livre au sein d’une communauté peut également y favoriser la sociabilité. Les usagers qui s’y croisent peuvent, par exemple, échanger à propos de la boîte et de son contenu.

Quelques photos de boîtes à livres et de bibliothèques de rue en France et en Allemagne
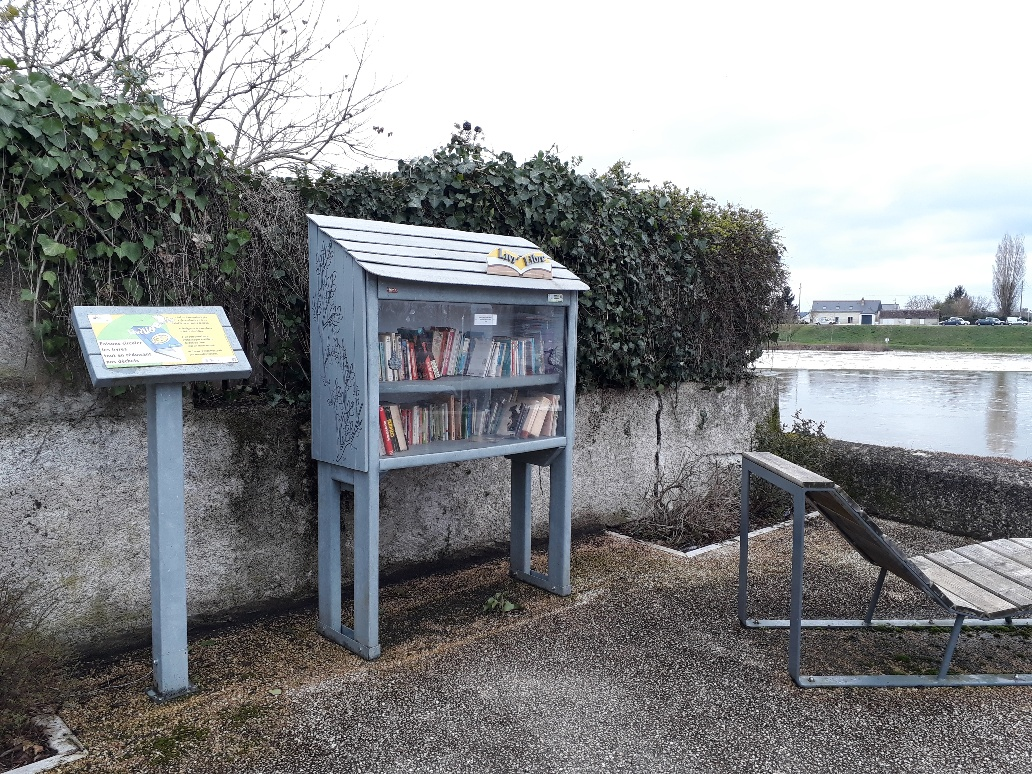
Boite à livres à Savonnières (Indre et Loire)
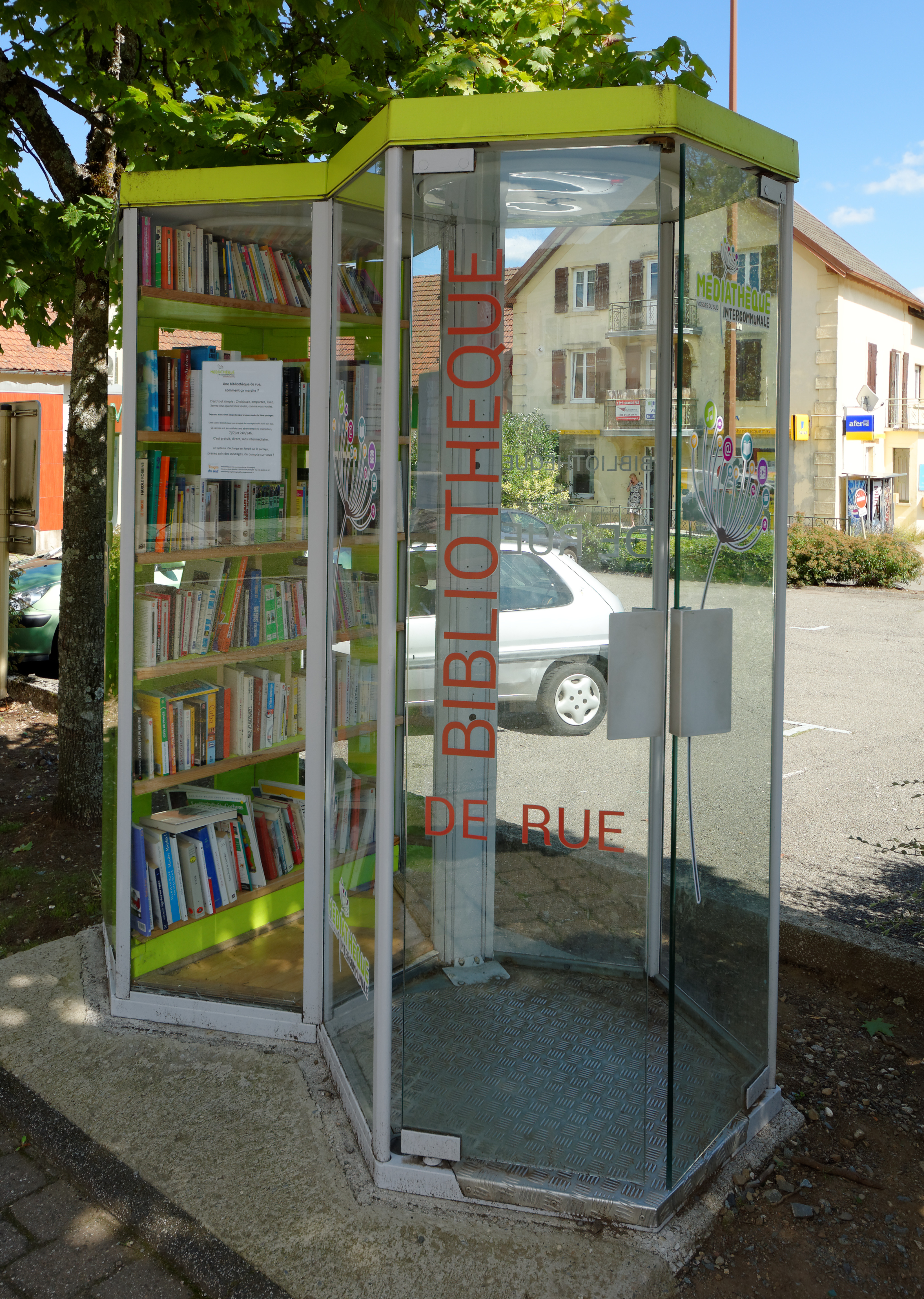
Bibliothèque de rue à Giromagny (T-de-Belfort).
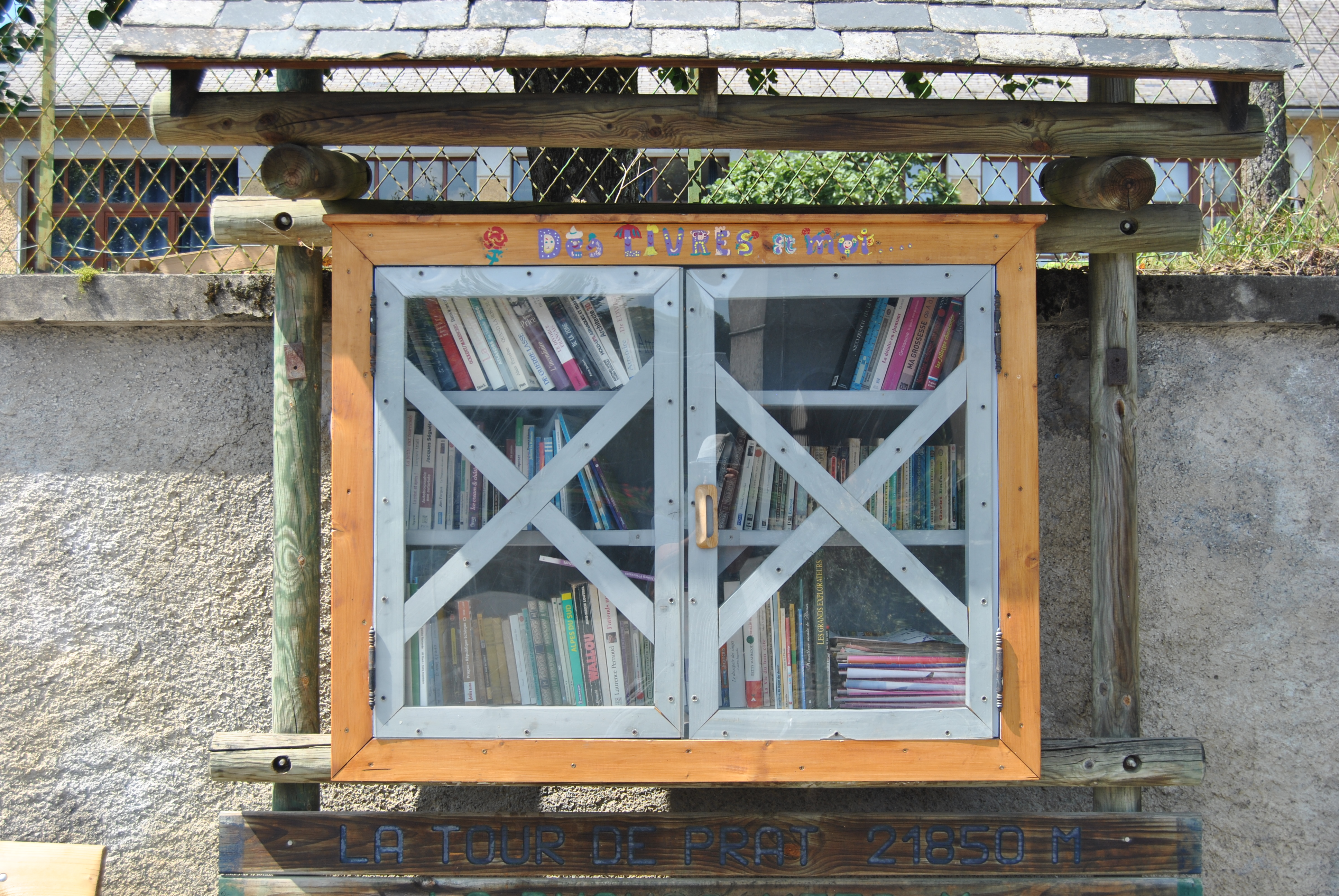
Une boîte à livres à Avezac-Prat-Lahitte (Hautes-Pyrénées)
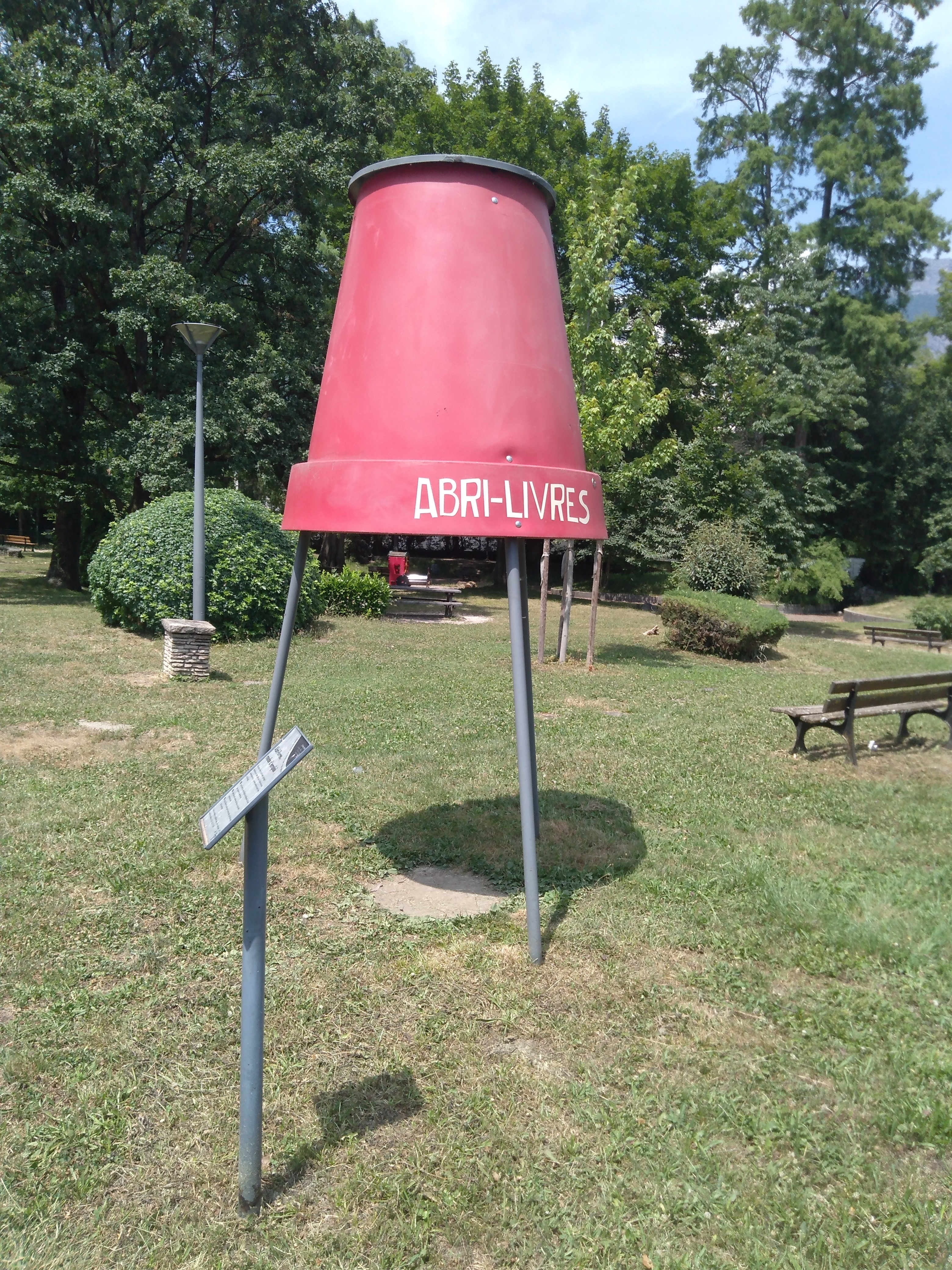
Abri-livres à La Tronche (Isère)
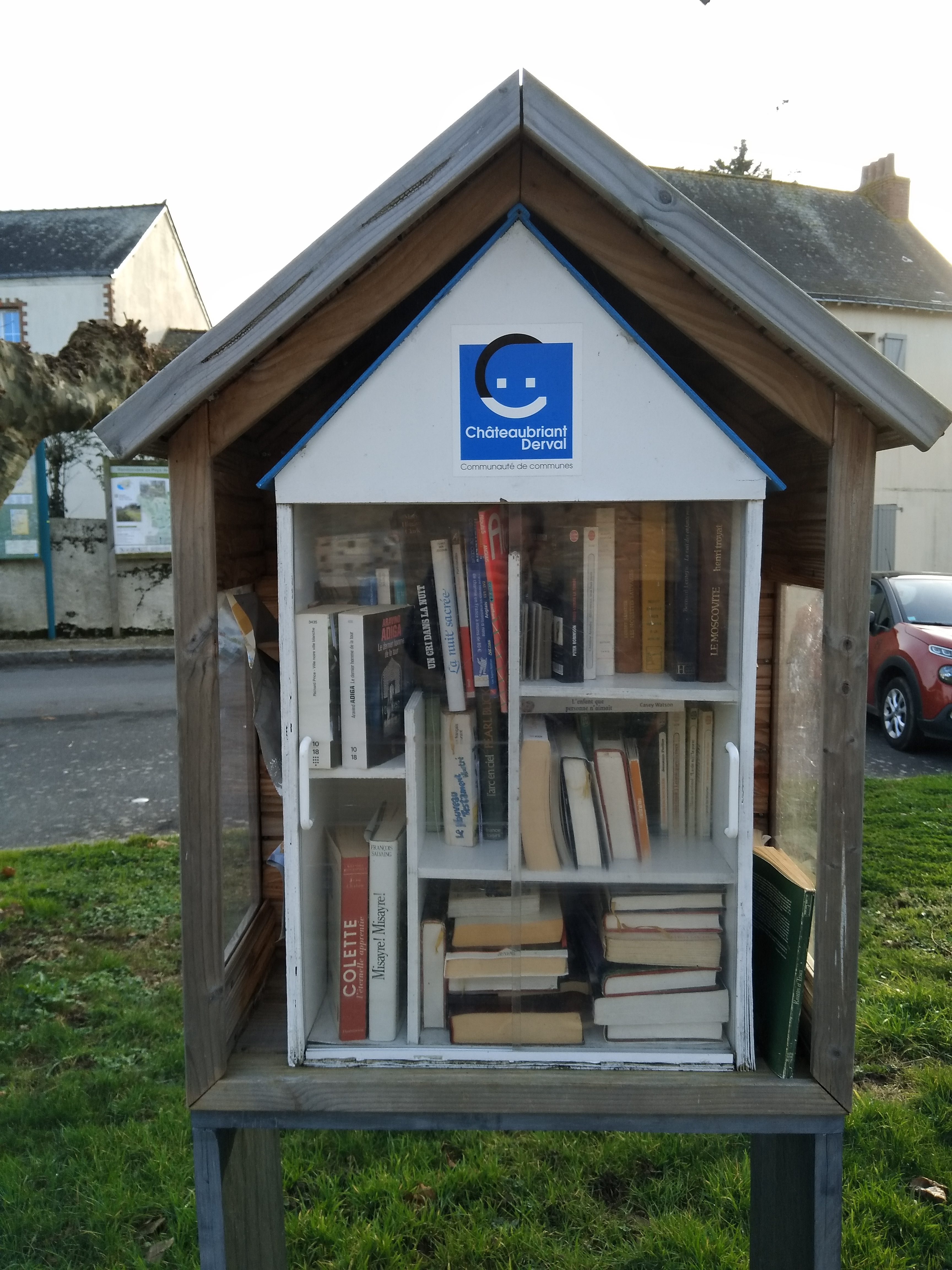
Boîte à livres à Soudan (Loire-Atlantique).
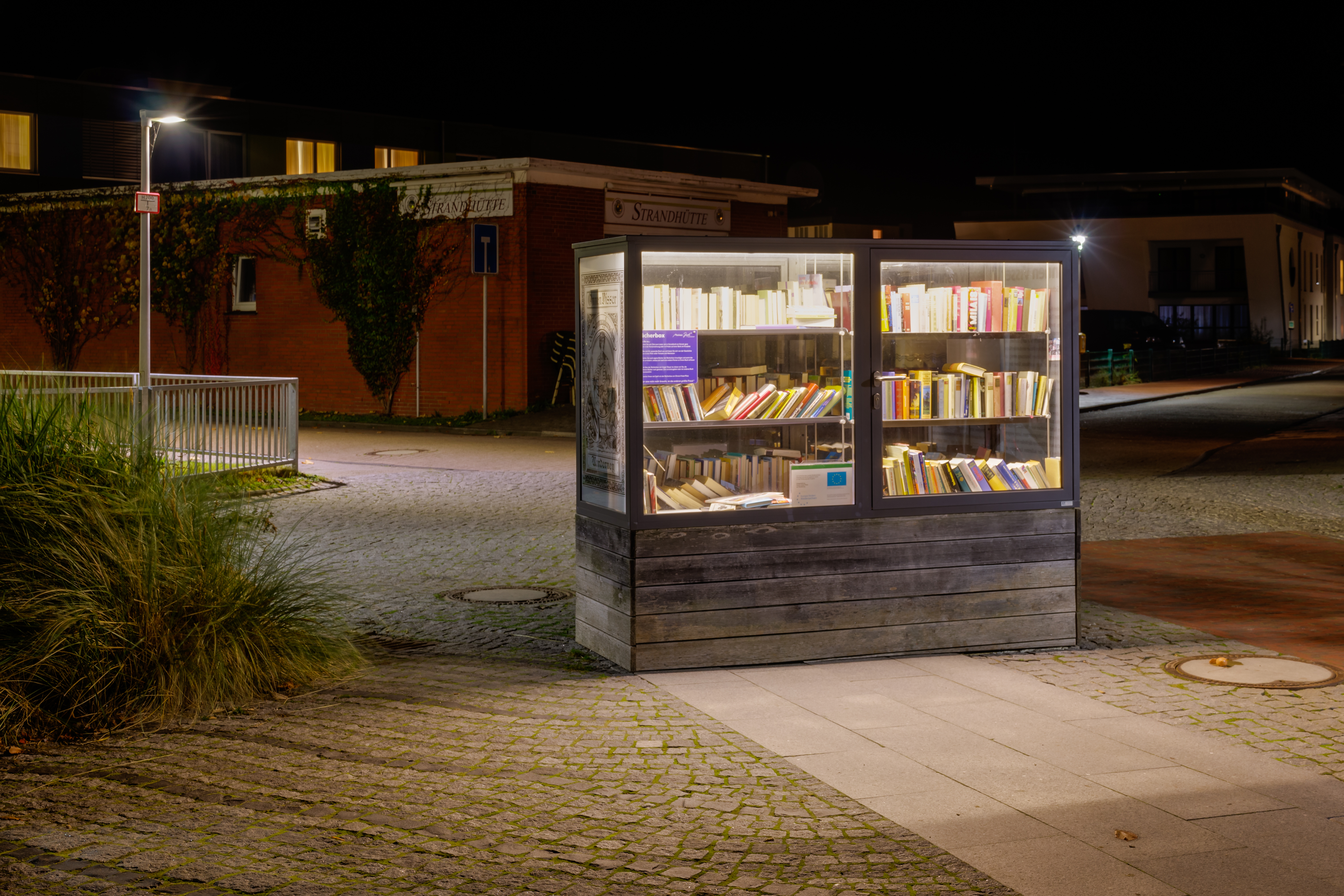
Boîte à livres à Onnen-Visser-Platz, Norderney, (Allemagne)
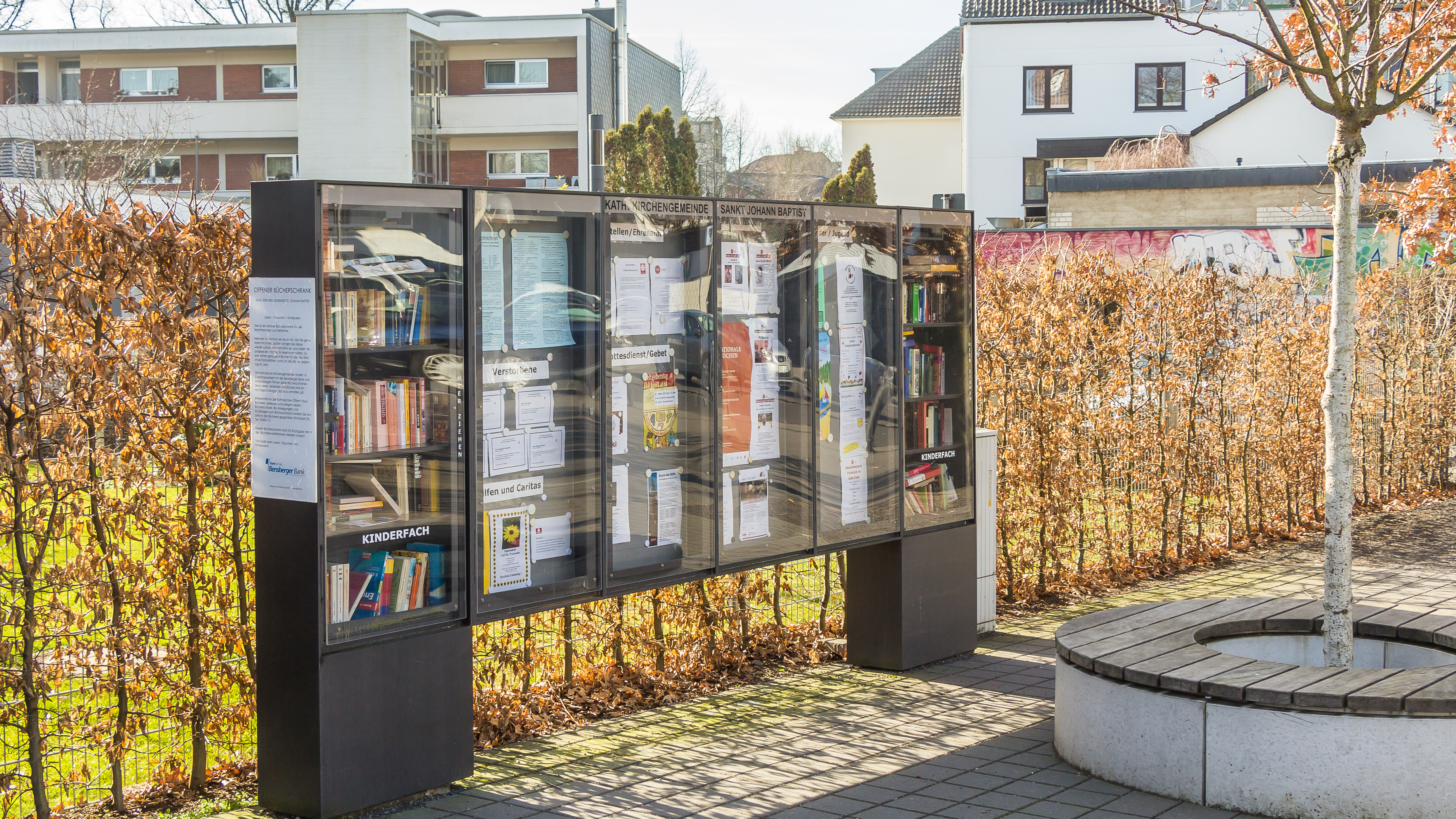
Bibliothèque publique de Bergisch Gladbach

### Types de livres échangés
Des études menées aux États-Unis et en France indiquent que de manière générale, les romans de fiction ainsi que les livres pour enfants sont les types de livres les plus échangés dans les boîtes à livres,. La composition globale des boîtes à livres demeure toutefois généralement assez diversifiée.

## Implantation du concept

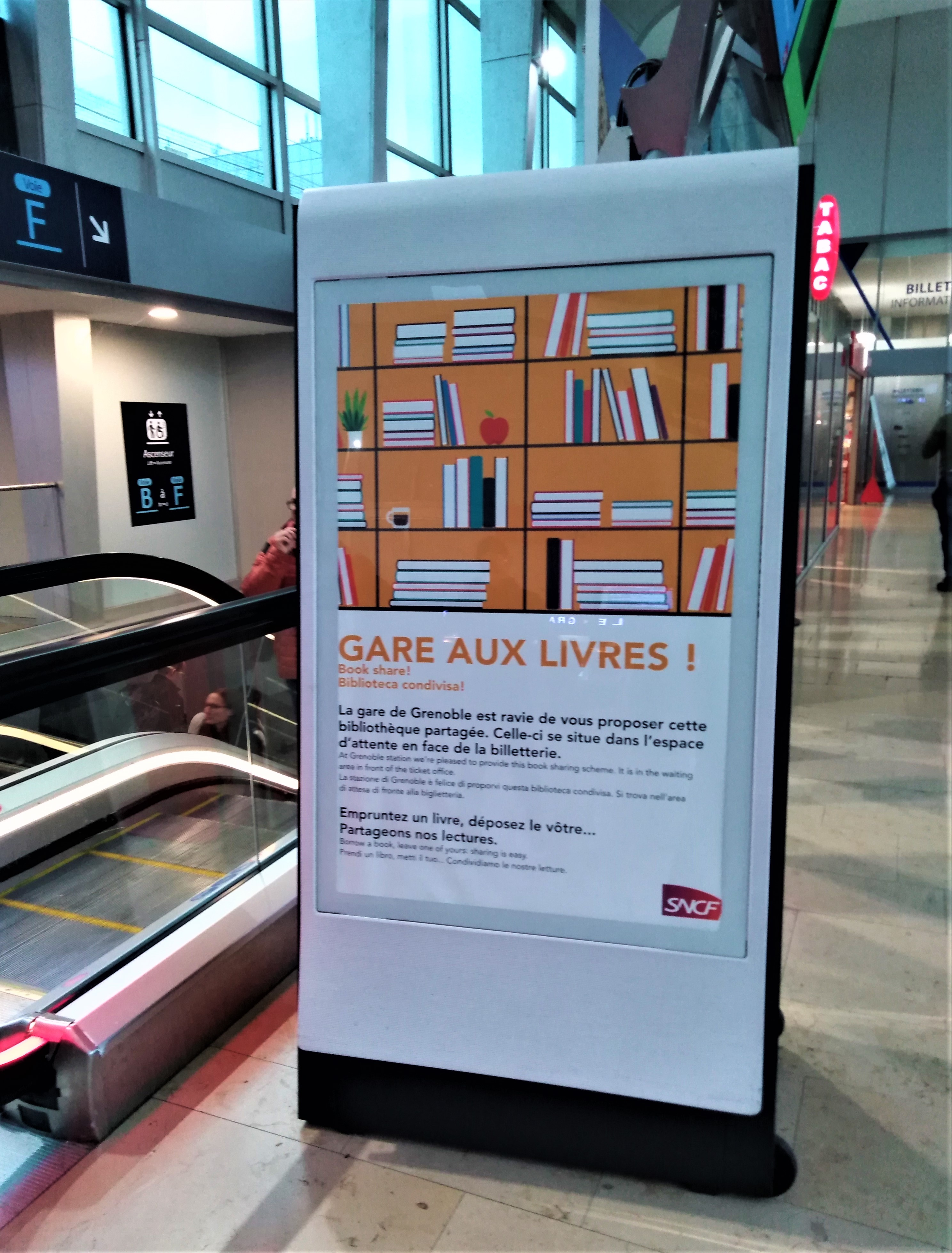
Panneau de l'opération « Gare aux livres » dans le hall de la gare de Grenoble en novembre 2019.

### En France
En France, certains villages font aussi office de pionniers en implantant des microbibliothèques visant à recréer du lien social.

#### Exemples d'initiatives
En juin 2024, une boîte à livres « géante » a été mise en place dans le village de Saint-Aubin-sur-Gaillon, dans l’Eure. Sous l’initiative de l’association culturelle T’es pas cap et en collaboration avec la mairie, une ancienne classe d’école a été rénovée afin de pouvoir accueillir 8000 livres. Tout comme une boite à livres traditionnelle, les membres de la communauté sont encouragés à la fois à prendre et à y laisser des livres. Gérée par une équipe de bénévoles, cette boîte à livres de grande envergure permet aux habitants de Saint-Aubin-sur-Gaillon, qui ne disposent pas d’une bibliothèque officielle, d’avoir accès à des livres ainsi qu’à un espace où échanger.
La SNCF a mis en place, dans les salles d'attente de ses gares, un système d'échange de livre baptisé Gare aux livres. Cette opération a été lancée en collaboration avec le secours populaire français.
L'association Bibliothèques Sans Frontières et la Fondation d'entreprise Cultura ont créé en 2021 le programme « Microbibli » pour retisser du lien social grâce à l'installation de microbibliothèques dans les milieux où l'accès aux livres est limité.
L'enseigne du groupe Casino Vival a organisé la mise en place de « mini-bibliothèques » en milieu rural pour donner et échanger ses livres dans sa chaîne de supérettes. Carrefour a lancé dans différents centres commerciaux hébergeant leur enseigne, un service de « bibliothèque participative ». Le Lions Club est également un acteur important dans la création et l'implantation de plus de 1300 boites à livres en France.
En France et en Belgique, l'entreprise sociale et solidaire Recyclivre, issue d’initiatives locales, propose de fournir le fonds initial des boîtes qui se créent. Elle a lancé un annuaire collaboratif en 2016. Depuis 2014, le Fonds Decitre installe des « Boîtes à lire » en France.

### Au Québec

#### L’initiative des Croque-livres

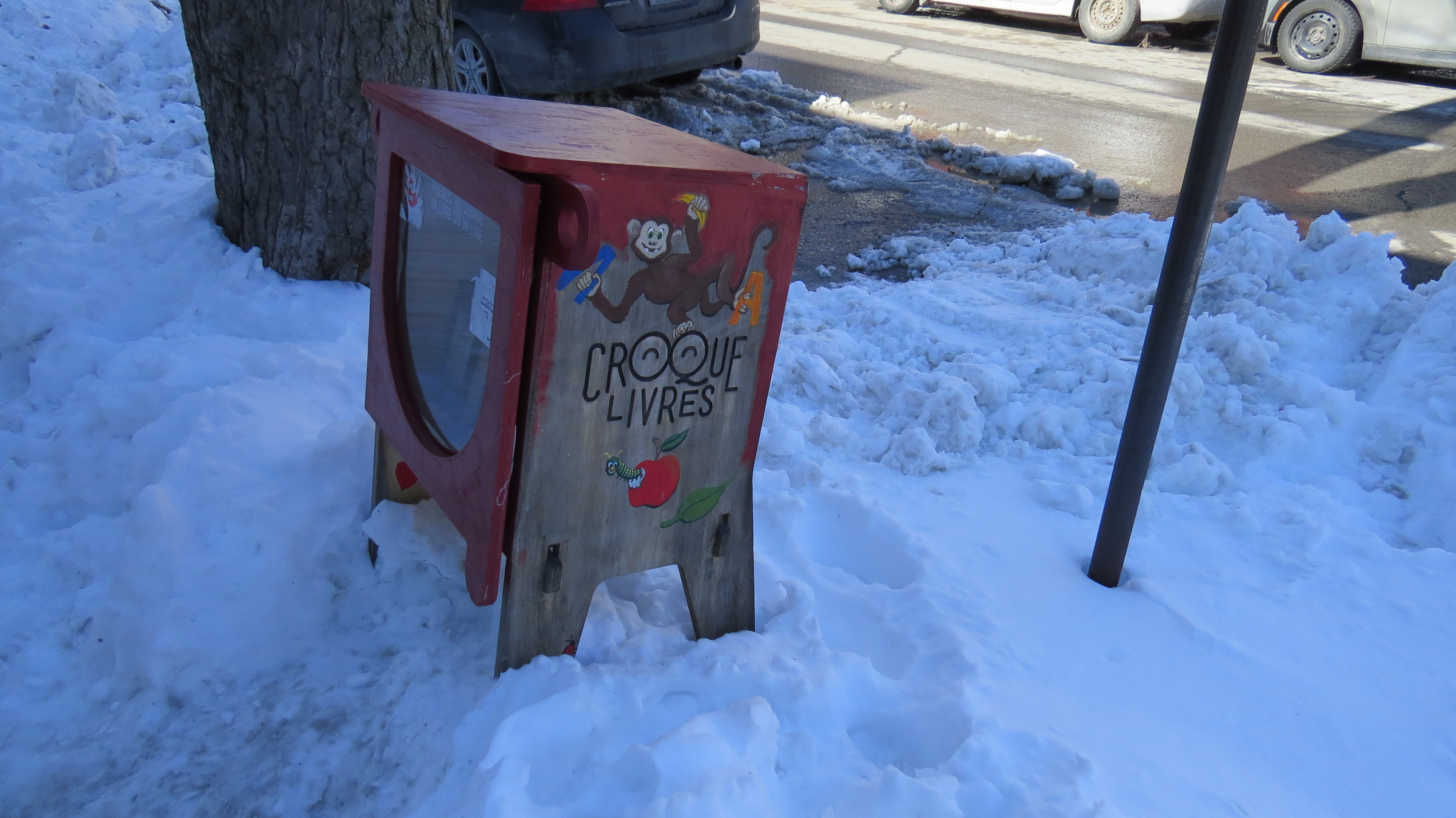
Exemple de croque-livre situé à Montréal. Mars 2017.

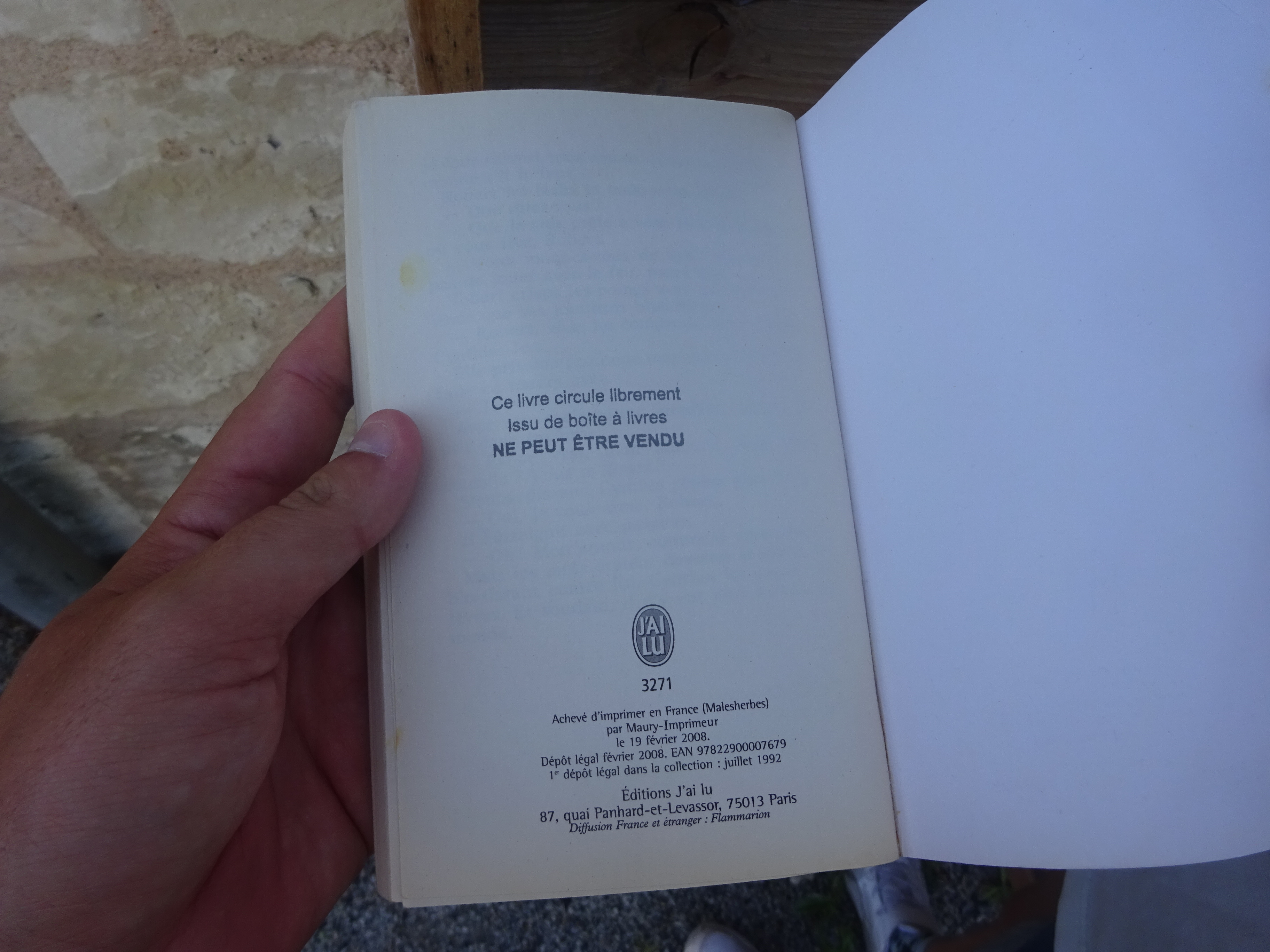
Certains exemplaires circulant en boîte à livres sont explicitement marqués pour éviter qu'ils ne rejoignent le circuit commercial.

Le réseau de boîte à livres « Croque livres » date de septembre 2014. Menée sous l’égide de la Fondation Lucie et André Chagnon, il s'agit de construire des distributeurs de livres, basés sur le principe de prendre et/ou donner un livre. Elle prend sa source dans les initiatives américaines et européennes. Cette initiative vise les enfants afin de les inciter à la lecture. Il n’y a aucune restriction dans les ouvrages qui peuvent être mis dans les croques-livres, ce qui fait qu’ils peuvent être appréciés aussi par les adultes. Ce projet a également bénéficié du soutien de plusieurs figures publiques provenant des milieux artistiques et sportifs. Le concept de présentation utilisé pour les microbibliothèques québécoises diffère un peu de ce que l’on observe dans les autres pays, car les boîtes contenant les ouvrages sont généralement construites de façon à représenter un petit monstre, avec plus ou moins de détails, dont les mâchoires (la porte) renferment des livres. On peut géolocaliser chaque boîte à livres sur le site web croquelivres.ca. En date du 29 octobre 2024, 1715 Croque-livres y sont répertoriés. 

#### Initiatives parallèles
La « Grange à livres», située dans le village de Saint-Armand, est un ancien bâtiment agricole rénové de manière à pouvoir accueillir plus de 10 000 livres ainsi que des fauteuils, coussins et couvertures. Les habitants du village ne disposant pas de bibliothèque municipale, la Grange leur permet ainsi d’accéder librement à des livres de genres variés. En partenariat avec la communauté et des organismes, la Grange accueille régulièrement des événements littéraires tels que des salons du livre, des clubs de lecture ou des rencontres avec des auteurs locaux.

### Aux États-Unis
Aux États-Unis, les petites bibliothèques, habituellement placées devant les résidences, sont devenues une vue commune dans de nombreuses villes. Certaines d'entre elles sont enregistrées auprès de l'organisme à but non lucratif Little Free Library. Créé au Wisconsin en 2009, cet organisme chapeaute, en date du 28 octobre 2024, plus de 150 000 microbibliothèques réparties dans 120 pays.

## Enjeux

### Visibilité et cartographie

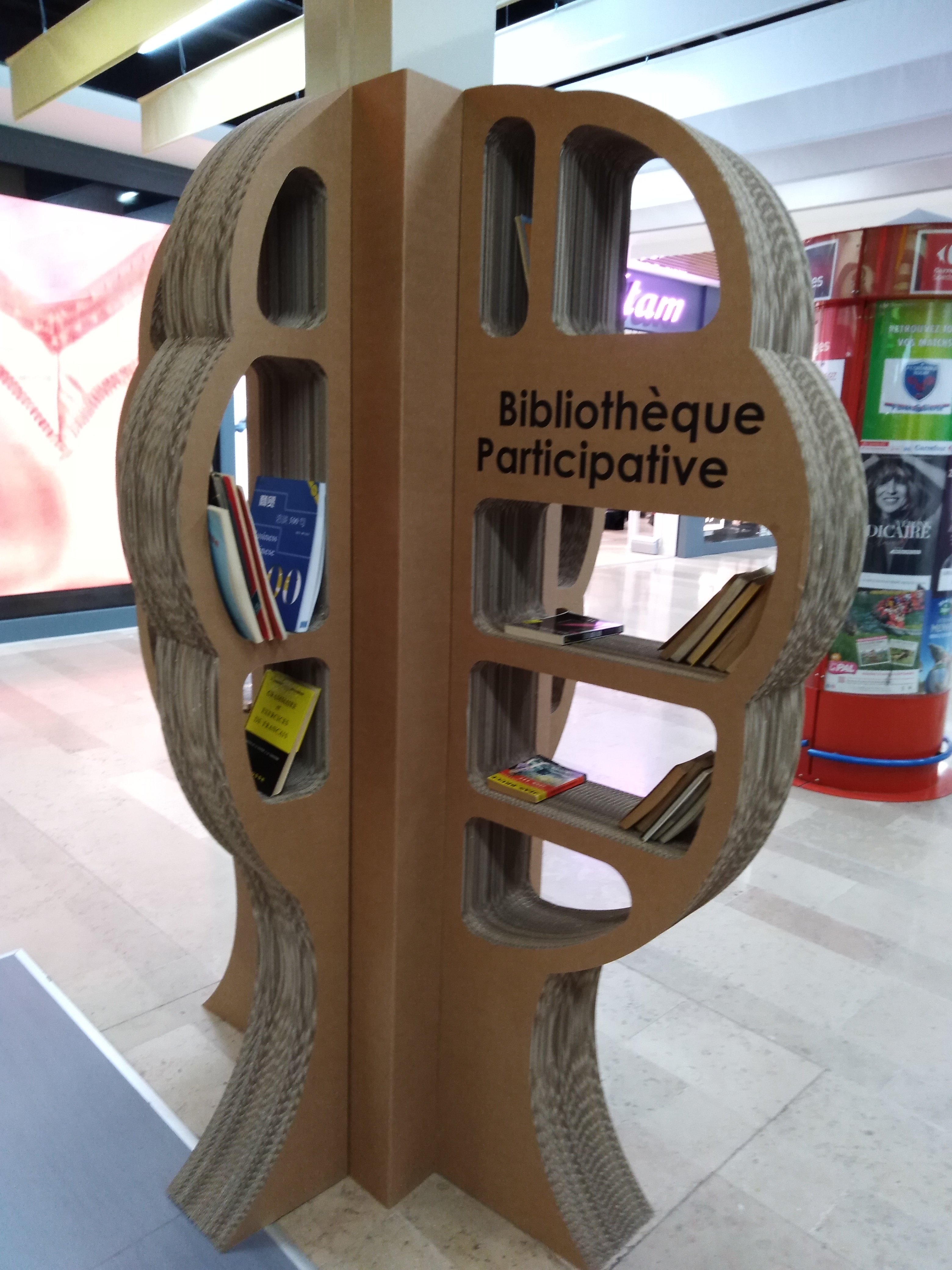
Une bibliothèque participative dans le centre commercial Carrefour de Saint-Égrève (France).

La principale difficulté des projets de cartographie des boites à livres consiste en la mise à jour des emplacements. Tandis que certaines boites à livres sont durables dans le temps, mais beaucoup sont détruites, déplacées ou reconstruites pour différentes raisons. Les cartographies et bases de données des boites à livres les plus à jour ont donc un fonctionnement collaboratif pour prendre en compte ces changements réguliers en permettant à toute personne utilisatrice d'ajouter ou de supprimer les emplacements. Plusieurs projets de ce type existent, notamment delivrez.fr, le bouquin français, boite.a.livres.zonelivre.fr ou Boîtes à livres .
En Europe, de nombreuses bibliothèques publiques sont enregistrées via le projet Open Book Case. Le projet open source OpenStreetMap possède une étiquette désignée pour enregistrer les types d'emplacements en plus des bibliothèques publiques.

### Gestion des collections
En l’absence de normes ou d’institutions régissant l’ensemble des boites à livres, la gestion de leur contenu est assumée bénévolement par leurs « responsables ». Dans la plupart des cas, le responsable d’une boite à livre est la personne ou l’entité ayant payé pour son installation et qui en effectue l’entretien. Les pratiques sont variables; tandis que certains responsables n’interviennent pas dans l’échange de livres s’opérant dans leur boite, d’autres autres participent activement à la gestion de son contenu en retirant, par exemple, les ouvrages portant sur des thèmes qu’ils jugent inadéquats. Certains autres encore optent d’intervenir sporadiquement, par exemple en retirant des livres jugés trop endommagés ou trop anciens. Lorsqu’un trop grand nombre de livres portent sur un même sujet, certains peuvent également être temporairement retirés dans le but de créer un équilibre dans le contenu de la boite.
Cette subjectivité des pratiques distingue les boites à livres des bibliothèques régulières, car ces dernières sont habituellement tenues de respecter une politique de développement des collections (ou politique documentaire) visant à orienter les nouvelles acquisitions ainsi que les ouvrages à élaguer.

### Durabilité des installations
La matérialité des boîtes à livres ainsi que de leur contenu peut représenter un obstacle à leur pérennité. Certaines peuvent, par exemple, être la cible de vandalisme.
Pour les boîtes à livres situées à l’extérieur, les conditions météorologiques représentent également un risque de dommages matériels. Le froid, le vent, la neige et la pluie sont tous des facteurs susceptibles d’endommager une boîte à livre. Pour tenter de remédier à ce problème, certaines institutions optent de conserver leurs boîtes à livres à l’intérieur de leurs bâtiments. Cette solution a toutefois pour conséquence de restreindre l’accessibilité des boîtes à livres aux heures d’ouvertures du bâtiment qui l’abrite.
Enfin, le manque d’entretien peut être un facteur de dégradation des boîtes à livres. Ce problème peut résulter d’un manque de temps, de moyens financiers ou de compétences manuelles de la part de l’entité responsable.

### Pillage et revente
La gratuité du contenu des boîtes à livres est compromise par les usagers cherchant à revendre les livres qu’ils y trouvent. À l’aide de plateformes telles eBay ou Amazon, ces derniers peuvent connaître en temps réel la valeur marchande des ouvrages, emportant ainsi avec eux les plus dispendieux. Ils peuvent ensuite les revendre à des librairies d’occasion ou directement à des particuliers. Cette pratique est néfaste à la dynamique d’échange des boîtes à livres; n’y trouvant que peu de livres « de qualité », les usagers sont alors moins portés à donner des leurs.